# Charsadda (Distrikt)
Der Distrikt Charsadda ist ein Verwaltungsdistrikt in Pakistan in der Provinz Khyber Pakhtunkhwa. Sitz der Distriktverwaltung ist die gleichnamige Stadt Charsadda.
Der Distrikt hat eine Fläche von 996 km² und nach der Volkszählung von 2017 1.627.132 Einwohner. Die Bevölkerungsdichte beträgt 1643 Einwohner/km².

## Geografie
Der Distrikt befindet sich im Zentrum der Provinz Khyber Pakhtunkhwa, die sich im Norden von Pakistan befindet.

## Demografie
Zwischen 1998 und 2017 wuchs die Bevölkerung um jährlich 2,44 %. Von der Bevölkerung leben ca. 17 % in städtischen Regionen und ca. 83 % in ländlichen Regionen. In 221.058 Haushalten leben 820.520 Männer, 795.657 Frauen und 21 Transgender, woraus sich ein Geschlechterverhältnis von 103,1 Männer pro 100 Frauen ergibt und damit einen für Pakistan häufigen Männerüberschuss.
Die Alphabetisierungsrate in den Jahren 2014/15 bei der Bevölkerung über 10 Jahren liegt bei 50 % (Frauen: 30 %, Männer: 71 %) und damit leicht unter dem Durchschnitt der Provinz Khyber Pakhtunkhwa von 53 %.
| Jahr | Einwohnerzahl |
| ---- | ------------- |
| 1972 | 380.229       |
| 1981 | 494.432       |
| 1998 | 852.995       |
| 2017 | 1.627.132     |